# 富山県立入善高等学校
富山県立入善高等学校（とやまけんりつ にゅうぜんこうとうがっこう、英:Toyama Prefectual Nyuzen High Scool）は、富山県下新川郡入善町入膳にある公立の高等学校。

## 設置学科
- 普通科
  - 自然科学コース
  - 観光ビジネスコース
- 農業科

## 面積
いずれも1985年（昭和60年）時点。
- 校舎 - 約4,900m2（延床面積）
- 体育館 - 約1,100m2
- グラウンド - 約15,000m2
- テニスコート - 約3,500m2

## 沿革
個別に出典が明示されていない箇所の出典→
- 1919年（大正11年）4月5日 - 下新川郡椚山村小杉に、富山県下新川郡立農業学校（現・富山県立桜井高等学校）の分校を設置[4]。
- 1922年（大正11年）
  - 3月30日 - 文部大臣より富山県立入善農学校（乙種）設立を認可。
  - 4月1日 - 下新川郡立農業学校の分校が本校から独立し[4]、富山県立入善農学校（乙種）として開校。入善町財団法人米澤図書館を仮校舎とした。
- 1927年（昭和2年）3月4日 - 甲種農学校に昇格。
- 1948年（昭和23年）
  - 4月1日 - 学制改革により富山県立入善高等学校となる（農業科、女子別科設置）。
  - 7月1日 - 定時制農業科（昼間）併設。
  - 9月1日 - 高校再編成により総合制高等学校となる（全日制普通科、農業課程、定時制農業課程併設）。
- 1949年（昭和24年）10月10日 - 定時制普通課程（夜間）設置。
- 1958年（昭和33年）4月1日 - 全日制農村家庭課程設置。
- 1960年（昭和35年）4月1日 - 舟見分校（定時制普通課程）を合併（富山県立桜井高等学校より移管）。
- 1962年（昭和37年）4月1日 - 課程を科に変更。
- 1963年（昭和38年）4月1日 - 農村家庭科を生活科と改称。
- 1964年（昭和39年）4月1日 - 舟見分校募集停止。
- 1966年（昭和41年）
  - 4月1日 - 定時制課程家庭科（定通併修）設置、北校舎第1期改築。
  - 12月12日 - 北校舎第2期改築。
  - 12月19日 - 北校舎第3期改築。
- 1967年（昭和42年）3月31日 - 舟見分校閉校。
- 1969年（昭和44年）4月1日 - 定時制課程農業科募集停止。
- 1970年（昭和45年）3月28日 - 武道館完成。
- 1972年（昭和47年）11月1日 - グラウンド拡張及びスタンド完成。
- 1975年（昭和50年）2月27日 - 北校舎第4期改築。
- 1980年（昭和55年）9月30日 - テニスコート完成 。
- 1983年（昭和58年）9月1日 - 南校舎第2期改築。
- 1984年（昭和59年）4月1日 - 全日制課程生活科募集停止、農業科男女共修となる。
- 1985年（昭和60年）
  - 3月18日 - 管理棟改築。
  - 10月31日 - 新校舎完工記念式を挙行[1]。
- 1988年（昭和63年）12月13日 - 農業管理棟完成。
- 1989年（平成元年）4月1日 - 定時制課程家庭科募集停止。
- 1992年（平成4年）
  - 9月25日 - 講堂（第1体育館）完成。
  - 11月17日 - セミナーハウス（記念館「白嶺70」）完成。
- 1996年（平成8年）4月1日 - 自然科学コース新設。
- 1998年（平成10年）4月1日 - 定時制募集停止。
- 2000年（平成12年）3月4日 - 定時制課程終止記念式典挙行。
- 2001年（平成13年）
  - 3月28日 - 北校舎耐震壁補強等内部改修。
  - 3月29日 - 生物工学教室改修。
- 2003年（平成15年）4月1日 - 文部科学省より学力向上フロンティアハイスクールに指定。
- 2020年（令和2年）
  - 4月1日 - 富山県立泊高等学校との再編統合により新高校設置。観光ビジネスコース設置。
  - 4月8日 - （新制）富山県立入善高等学校開校式挙行。
  - 5月8日 - 武道館「養芯館」完成。
- 2022年（令和4年）3月30日 - 屋外アーチェリー場完成。

## 部活動
- 運動部 - 陸上競技、ソフトテニス、サッカー、野球、バスケットボール、バレーボール、卓球、柔道、バドミントン、ソフトボール、アーチェリー
- 文化部 - 吹奏楽、書道、美術、茶道、ホームメイド、放送・広報、囲碁・将棋
- 同好会 - レスリング

## 校歌
作詞：大木惇夫、作曲：橋本秀次

## アクセス
- あいの風とやま鉄道線入善駅 徒歩10分

## 著名な卒業生
- 池原信遂（プロボクサー）
- 堀内康男（政治家、黒部市長）
- 佐藤大樹（お笑い芸人　クマムシ）